# Biodiversidad alimentaria
La biodiversidad alimentaria es una dieta que se centra en la diversidad del consumo o la ingesta nutricional de un organismo. Algunos creen que esta diversidad está directamente relacionada con la salud general y la vitalidad del organismo, ya sea humano o animal.
Diversidad alimentaria o Biodiversidad alimentaria, es una dieta estudiada en Panamá por un atleta y permaculturista llamado Brandon Eisler. Él ha estado estudiando y probando la ingesta nutricional diversa en el rango de 50 a 200 especies diferentes, no derivados de monocultivos, y los efectos de esto tanto en el rendimiento atlético y la curación de los enfermos.
Aunque las dietas tradicionales hacen hincapié en una ingesta suficiente de frutas y verduras, no hacen hincapié en la gama o variedad de esta ingesta. La biodiversidad alimentaria fomenta el consumo de unas 10 - 15 verduras verdes diferentes a lo largo de un periodo de quince días, en lugar de la misma verdura verde todos los días durante ese mismo periodo. Esto se extiende a todos los tipos de frutas y verduras.
Las distintas frutas y verduras aportan diferentes vitaminas y minerales y en distintas cantidades, y es esta diversidad la que resulta esencial para garantizar que se cubren todas las necesidades nutricionales. Todas las demás especies de mamíferos, en estado salvaje, ingieren un espectro nutricional mucho mayor que los humanos. La dieta también es consciente de que la domesticación de las especies alimenticias y de los humanos, es la raíz de muchos problemas de salud.
En el libro Back from the Brink, se pone el ejemplo de varias líneas de sangre de caballos de carreras en el Reino Unido y Estados Unidos. El autor  descubrió que cuando los caballos pastaban en campos en los que no había malas hierbas ni otras plantas no herbáceas (por tanto, con un menor nivel de biodiversidad), estas líneas de sangre parecían rendir menos que las que habían pastado en campos en los que otras plantas y malas hierbas crecían libremente.